# Slag bij Lena
De Slag bij Lena vond op 31 januari 1208 plaats nabij de plaats Kungslena in Västergötland. De voormalige Zweedse koning Sverker II had een groot Deens leger tot zijn beschikking gekregen van Waldemar II van Denemarken om zijn macht te herwinnen. Erik X van Zweden had in de haast een leger van bewapende boeren kunnen samenstellen om het gevaar het hoofd te bieden. Volgens de legende wisten de Zweden het invasieleger geheel te verslaan met de hulp van de Noorse god Odin. Sverker vluchtte hierop naar Denemarken om twee jaar later opnieuw met een leger Zweden binnen te vallen. Tijdens deze invasie vond hij de dood tijdens de Slag bij Gestilren.